# Контргамбит
Контргамбит — в шахматах: встречный гамбит (на предложение жертвы в дебюте одной стороной другая сторона, не принимая её, сама предлагает встречную жертву). Зачастую ведёт к сложной комбинационной игре со взаимными шансами.

## Некоторые виды контргамбитов
- Контргамбит Альбина
- Контргамбит Винавера
- Контргамбит Лопеса
- Контргамбит Нимцовича
- Контргамбит Фалькбеера
- Центральный контргамбит